# True Believer
True Believer, en: sann troende, är en eurodancelåt gjord av den svenske artisten E-Type. Låten finns med på albumet Eurotopia. Den radiospelades första gången 11 maj 2007 i radioprogrammet RIX MorronZoo. Som nykomling kom den direkt upp på en femteplats på Tracks-listan i Sveriges Radio P3.
Den 24 maj 2007 gick singeln upp på en förstaplats på den svenska singellistan, en förstaplats den stannade på i en vecka. I Finland nådde den som högst tredjeplatsen på singellistan.
Den 10 juni 2007 testades melodin som utmanare på Svensktoppen , men tog sig inte in på listan .
I augusti 2007 passerade True Believer gränsen för att ha sålt guld i Sverige. 

## Listplaceringar
| Lista (2007) | Topplacering |
| ------------ | ------------ |
| Finland      | 3            |
| Sverige      | 1            |

## Övrigt
Andra artister som släppt låtar med titeln "True Believer" är bland andra. Edith Backlund, The Elders, The Famous, Mary Beth Maziarz, Phileo, Raven, West of Eden.
"True Believer" är även titeln på en roman av författaren Nicholas Sparks.